# Długosiodło
Długosiodło è un comune rurale polacco del distretto di Wyszków, nel voivodato della Masovia.
Ricopre una superficie di 167,45 km² e nel 2004 contava 7 718 abitanti.